# Мисс Интернешнл 1979

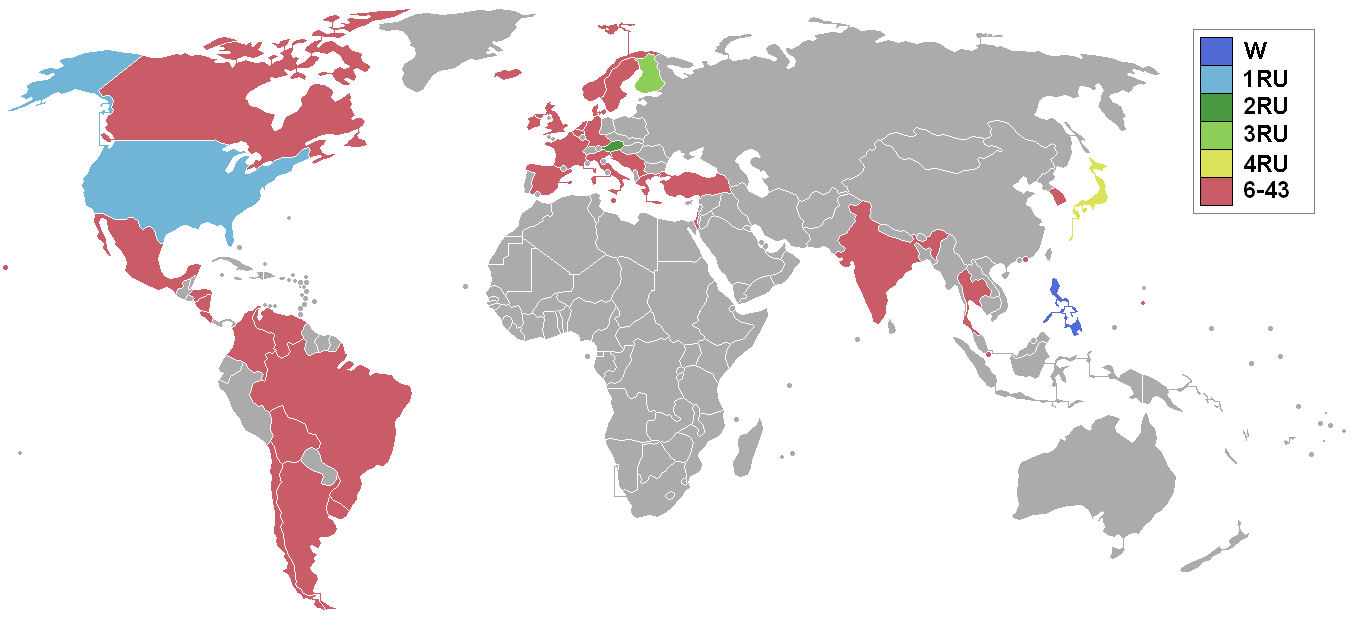
Страны-участницы Мисс Интернешнл

Мисс Интернешнл 1979 (англ. Miss International 1979) — 19-й международный конкурс красоты Мисс Интернешнл. Проводился 12 ноября 1979 года в Токио (Япония). Победительницей стала 15-летняя Мимилани Маркес из Филиппин.

## Финальный результат
| Final Result         | Contestant                         |
| -------------------- | ---------------------------------- |
| Мисс Интернешнл 1979 | - Филиппины — Мимилани Маркес      |
| 1-я вице-мисс        | - США — Анна Мария Рапагна         |
| 2-я вице-мисс        | - Австрия — Элизабет Шмидт         |
| 3-я вице-мисс        | - Финляндия — Кейт Элизабет Ниберг |
| 4-я вице-мисс        | - Япония — Хидеко Хаба             |

## Специальные награды
| Награда                    | Участницы                           |
| -------------------------- | ----------------------------------- |
| Мисс Дружба                | - Гуам — Вивиан Элейн Индалесио     |
| Мисс Фотогеничность        | - Германия — Клаудио Кэтрина Херцог |
| Лучший Национальный костюм | - Филиппины — Мимилани Маркес       |
| Мисс Кимоно                | - Греция — Деспина Триантафиллиду   |

## Участницы
| - Аргентина — Анна Мария Солиман Трибарне - Австралия — Регина Рейд - Австрия — Элизабет Шмидт - Бельгия — Франсуа Хелен Джулиа Моенс (SF Universe 78; World 78) - Боливия — Соня Биатриз Вилларроэль - Бразилия — Сьюзан Феррейра де Андраде - Канада — Карен Вандервуд - Чили — Паулина Квуирога - Колумбия — Ивонн Маргарита Гуэрри де ла Есприелла - Коста-Рика — Мария Лорена Акуна Карпински - Дания — Ева Бьерра Джоханссен - Финляндия — Кейт Элизабет Ниберг - Франция — Мартине Джульетта Дэвид - Германия — Клаудия Катрина Херцог - Великобритания — Беверли Ишервуд (Universe 78) - Греция — Деспина Триантафиллиду - Гуам — Вивиан Елэйн Индалесио - Гавайи — Зой Анн Роач - Нидерланды — Мэри Мария Джоанна Андриана Круйссен - Гондурас — Лилиан Анибет ривера - Гонконг — Мария Чанг Вай-Пинг - Исландия — Сигрун Бъорк Сверрисдоттир | - Индия — Нита Правин Поинтер - Ирландия — Лоррэйн Марион О’Коннер (World 78 & Universe 79) - Израиль — Рэйчел «Helly» Бен-Дэвид - Италия — Нивес Бордигнон - Япония — Хидеко Хаба - Республика Корея — Ким Джин-сун - Мальта — Кармен Су Аскиак - Мексика — Марсела Диаз Портилла - Никарагуа — Мария Елена Амадор - Норвегия — Унни Маргрет Ёгленда (Universe 79) - Филиппины — Ммимилэйн «Nene» Лаурель Маргез - Португалия — Мария Луиза да Сильва - Сингапур — Анни Тан Чен Чиау Чуин - Испания — Йоланда Мария Хойос Вега (Universe 80) - Швеция — Анна Анджела Братт - Таиланд — Фаттамавади Анн Танапутти - Турция — Серра Сенгюль - Уругвай — Нидия Сильвера - США — Анна Мария Рапагна - Венесуэла — Нильса Джозефина Моронта Сангронис - Югославия — Мануэла Митич |

## Замена
- Малайзия — Нэнси Фоо
- Швейцария — Гэби Босшард (Europe 78)